# Sobrio
Sobrio era una comuna suiza del cantón del Tesino, situada en el distrito de Leventina, círculo de Giornico. Limitaba al noroeste con la comuna de Cavagnago, al noreste con Acquarossa, al este Ludiano y Semione, al sureste con Bodio, y al suroeste con Giornico.
Formanba parte del territorio comunal las localidades de Ronzano y Villa.
En la actualidad, Sobrio forma parte de la comuna de Faido.